# راغب السرجاني
راغب الحنفي راغب السرجاني (1964م-) داعية إسلامي مصري مهتم بالتاريخ الإسلامي ومشرف موقع قصة الإسلام، أستاذ جراحة المسالك البولية بكلية طب جامعة القاهرة.
وهو عضو الاتحاد العالمي لعلماء المسلمين وباحث ومفكر إسلامي وله اهتمام خاص بالتاريخ الإسلامي وصدر له حتى الآن 61 كتابًا في التاريخ والفكر الإسلامي، تُرجمت كتبه إلى عدَّة لغات.

## حياته وتعليمه
ولد في مدينة المحلة الكبرى بمحافظة الغربية. تخرج في كلية الطب جامعة القاهرة عام 1988 م بتقدير امتياز مع مرتبة الشرف عام 1988م، أتمَّ حفظ القرآن الكريم عام 1991م. ثم نال درجة الماجستير عام 1992م من جامعة القاهرة بتقدير امتياز، ثم الدكتوراه بإشراف مشترك بين مصر وأميركا عام 1998م (في جراحة المسالك البولية والكلى) وأصبح أستاذ بكلية الطب جامعة القاهرة وعضو جمعية المسالك المصرية والأميركية.

## مساهماته
أطلق مشروع سمي «معًا نبني خير أمة» من دراسة التاريخ الإسلامي دراسة دقيقة مستوعبة، وله إسهامات علمية ودعوية ما بين محاضراتٍ وكتبٍ ومقالاتٍ وتحليلاتٍ.

## نشاطه الإعلامي
يقدم عدة برامج وحوارات على الفضائيات المختلفة؛ منها: اقرأ، والرسالة، والناس، والقدس، والسودان، وأمجاد، المستقبل، الحوار.
كما تمت استضافته بلقاءات في عدة قنوات أخرى منها: الجزيرة، الجزيرة مباشر، العربية، الرحمة.
شارك في حوارات وبرامج على الإذاعات المختلفة؛ منها: إذاعة أم القيوين، وإذاعة القرآن الكريم بفلسطين والأردن ولبنان والسودان والإمارات، وغيرها، وله عدة سلاسل في التاريخ والدعوة يقدمها على قناته الرسمية على موقع اليوتيوب.
له مئات المحاضرات والأشرطة والسيديهات الإسلامية؛ يتحدث فيها عن السيرة النبوية والصحابة، وتاريخ الأندلس، وقصة التتار، وغير ذلك.

## جوائز
- جائزة المركز الأول في مسابقة البرنامج العالمي للتعريف بنبي الرحمة ﷺ (السعودية) عام 2007م عن كتاب الرحمة في حياة الرسول ﷺ.
- جائزة الأمير نايف العالمية للسنة النبوية والدراسات الإسلامية عن بحث (البيئة في الإسلام.. استثمار وحماية) عام 2012م.
- جائزة يوسف بن أحمد كانو للتفوق والإبداع في مجال الثقافة الإسلامية (البحرين) عام 2011 م، عن كتاب: «المشترك الإنساني».
- جائزة المجلس الأعلى للشئون الإسلامية (وزارة الأوقاف - مصر) عام 2009م، عن كتاب: «ماذا قدم المسلمون للعالم».[2]
- جائزة المركز الإسلامي لدعاة التوحيد والسُّنَّة (مصر) عام 2010م، عن كتاب: «أسوة للعالمين».
- جائزة أفضل كتاب مترجم إلى اللغة الإندونيسية من وزارة الثقافة الإندونيسية عام 2014م، عن كتاب: «ماذا قدم المسلمون للعالم» باللغة الإندونيسية.
- يوم الجمعة 24 أبريل 2009م قامت نقابة أطباء القاهرة بتكريم الدكتور راغب في حفل المتميزين في «يوم طبيب القاهرة»، في دار الحكمة.[3]

## مؤلفاته
- صَدَرَ له حتى الآن أكثر من 60 كتابًا في التاريخ والفكر الإسلامي هي:
1. أسوة للعالمين: الحائز على جائزة المركز الإسلامي لدعاة التوحيد والسُّنَّة عام 2010 م، ترجم إلى الإنجليزية، والروسية، والإسبانية..
2. (ماذا قدم المسلمون للعالم.. إسهامات المسلمين في الحضارة الإنسانية): الحائز على جائزة مبارك للدارسات الإسلامية عام 2009 مترجم إلى الإنجليزية، والفرنسية، والبرتغالية، والإسبانية، والصينية، و (مقالات للروسية)، (مؤسسة اقرأ 2009م، شركة أقلام للنشر والتوزيع والترجمة 2013م).
3. (كتاب الرحمة في حياة الرسول) (2009م): الحائز على جائزة المركز الأول في مسابقة البرنامج العالمي للتعريف بنبي الرحمة عام 2007، تُرجم إلى الإنجليزية والفرنسية، والإندونيسية، والروسية..
4. المشترك الإنساني.. نظرية جديدة للتقارب بين الشعوب (2011م)، ترجم إلى الإندونيسية.
5. فن التعامل النبوي مع غير المسلمين (2011م)، ترجم إلى الإنجليزية، والفرنسية، والإسبانية.
6. قصة الأندلس من البداية إلى السقوط (مؤسسة اقرأ 2011م، دار التقوى 2021م طبعة مزيدة ومنقحة).
7. قصة تونس من البداية إلى ثورة (2011م).
8. قصة الإمام محمد بن عبد الوهاب (2010م)..
9. الشيعة.. نضال أم ضلال؟! (2011م).
10. قصة أردوغان (2012م).
11. قصة التتار من البداية إلى عين جالوت، (مؤسسة اقرأ 2006م، شركة أقلام للنشر والتوزيع والترجمة 2013م، دار التقوى 2021م طبعة مزيدة ومنقحة)، وتُرجم إلى الإندونيسية.
12. قصة الحروب الصليبية من البداية إلى عهد عماد الدين زنكي (مؤسسة اقرأ 2008م، شركة أقلام للنشر والتوزيع والترجمة 2013م، دار التقوى 2021م طبعة مزيدة ومنقحة).
13. العلم وبناء الأمم - دراسة تأصيلية في بناء الدولة وتنميتها (2007م).
14. روائع الأوقاف في الحضارة الإسلامية (دار نهضة مصر للطباعة والنشر والتوزيع 2010م، دار التقوى 2021م طبعة مزيدة ومنقحة).
15. أخلاق الحروب في السنة النبوية (مؤسسة اقرأ 2010م، شركة أقلام للنشر والتوزيع والترجمة 2013م).
16. قصة العلوم الطبية في الحضارة الإسلامية (مؤسسة اقرأ 2009م، شركة أقلام للنشر والتوزيع والترجمة 2013م، دار التقوى 2021م طبعة مزيدة ومنقحة).
17. فلسطين.. واجبات الأمة (2010م)، ترجم إلى الإندونيسية.
18. وشهد شاهد من أهلها، (دار نهضة مصر للطباعة والنشر والتوزيع 2009م، دار التقوى 2021م طبعة مزيدة ومنقحة)، ترجم إلى الإنجليزية، والإسبانية.
19. رحماء بينهم - قصة التكافل والإغاثة في الحضارة (دار نهضة مصر للطباعة والنشر والتوزيع 2010م، دار التقوى 2021م طبعة مزيدة ومنقحة).
20. بين التاريخ والواقع – أربعة أجزاء (الجزء الأول 2008، الثاني والثالث 2009، الرابع: 2010م) (شركة أقلام للنشر والتوزيع والترجمة 2013م «4 أجزاء» تصنيف موضوعي جديد).
21. وخُلق الإنسان ضعيفًا (2011م).
22. نقطة ومن أول السطر (2011م).
23. رمضان ونصر الأمة (2010م).
24. أمة لن تموت (2003م).
25. رسالة إلى شباب الأمة (2005م)، ترجم إلى التركية والفارسية.
26. كيف تحافظ على صلاة الفجر (2004م) ترجم إلى الإندونيسية.
27. كيف تحفظ القرآن الكريم (2003م).
28. القراءة منهج حياة (2006م).
29. المقاطعة.. فريضة شرعية وضرورة قومية (2002م).
30. أخي الطبيب قاطع (2003م).
31. أنت وفلسطين (2006م).
32. فلسطين لن تضيع.. كيف؟ (2002م).
33. لسنا في زمان أبرهة (2006م).
34. إلا تنصروه صلى الله عليه وسلم (2006م).
35. التعذيب في سجون الحرية (2006م).
36. رمضان وبناء الأمة (2004م).
37. الحج ليس للحجاج فقط (2006م).
38. من يشتري الجنة (2006م).
39. الفتنة الطائفية في مصر.. الجذور.. الواقع.. المستقبل (2011م).
40. كيف تختار رئيس الجمهورية (2011م).
41. رمضان الأخير (2011م).
42. مستقبل النصارى في الدولة الإسلامية (2011م).
43. الحج والعمرة.. أحكام وخبرات (2011م).
44. أنت والصومال (2012م).
45. رسائل من قلب الحدث (2012م).
46. قصة العلمانية (2012م).
47. أجمل حوار.. حوار النبي (صلى الله عليه وسلم) مع أصحابه (رضي الله عنهم) (2012م).
48. عندما عاهد الرسول (صلى الله عليه وسلم) (2012م).
49. الموسوعة الميسرة للتاريخ الإسلامي (تقديم فقط).
50. البيئة في الإسلام.. استثمار وحماية (2012م).
51. إحياء 354 سنة نبوية (2015م)، تُرجم إلى الإنجليزية.
52. كيف تصبح عالمًا؟ (2013م).
53. العلم والحضارة (2013م).
54. نجوم الأرض (2013م).
55. الكون صديقي (2013م).
56. فن التعامل النبوي مع غير المسلمين، (2011م)، ترجم إلى الإنجليزية، والفرنسية، والإسبانية.
57. عظماء أسلموا (2013م)، ترجم جزء كبير منه إلى الإنجليزية، والإسبانية.
58. كيف تخشع في صلاتك؟ (شركة أقلام للنشر والتوزيع والترجمة 2015م، ودار الصفا للنشر والتوزيع 2021م).
59. قصة السلطان محمد الفاتح (2019م).
60. قصة الدولة العثمانية (2020م).
61. من هو محمد صلى الله عليه وسلم؟ (2021م).